# Szent Atanáz és Cirill-templom (Felsőszálláspatak)
A felsőszálláspataki Szent Atanáz és Cirill ortodox templom („főutcai templom”) műemlékké nyilvánított épület Romániában, Hunyad megyében. A romániai műemlékek jegyzékében a  HD-II-m-A-03442 sorszámon szerepel.

## Története
Helyi szájhagyomány szerint a 17. században alapították, ám sem a 18. századi összeírásokban, sem pedig Erdély jozefinus térképén nem szerepel. A hajó 1791-ből, tornya 1853-ból való. 1904-es felújításakor falait egy méterrel magasították. 1993-ban újraszentelték.

## Leírása
A falu központjában álló templomot a falu két másik régi templomától való megkülönböztetésül „főutcai templom”-nak hívják. Apszisa hétszögű.